# Bistrik-Crkvenjak
Bistrik-Crkvenjak es un pueblo ubicado en la municipalidad de Kakanj, en el cantón de Zenica-Doboj, Bosnia y Herzegovina.

## Superficie
Posee una superficie de 1,38 kilómetros cuadrados.

## Demografía
Hasta 2013 la población era de 207 habitantes, con una densidad de población de 150,2 habitantes por kilómetro cuadrado.